# 特拉沃 (上索恩省)
特拉沃（法語：Traves，法語發音：[tʁav]）是法国上索恩省的一个市镇，属于沃苏勒区。

## 地理
特拉沃（47°36'44"N, 5°58'15"E）面积12.29 平方千米，位于法国勃艮第-弗朗什-孔泰大區上索恩省，该省份为法国东部内陆省份，北起顺时针与孚日省、贝尔福地区省、杜省、汝拉省、科多尔省和上马恩省接壤。
与特拉沃接壤的市镇（或旧市镇、城区）包括：奥旺什、比塞莱特拉沃、尚特、拉兹、苏万-屈布里-沙朗特奈、维勒费鲁。

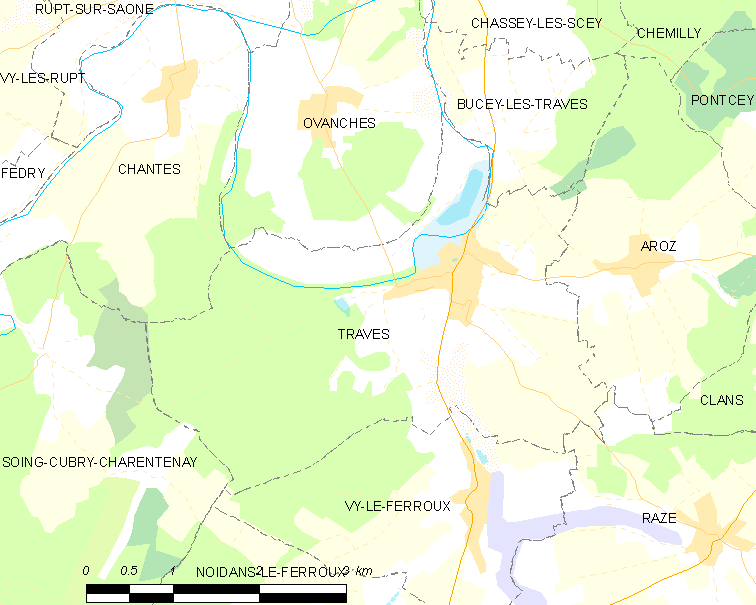
的OSM定位图

特拉沃的时区为UTC+01:00、UTC+02:00（夏令时）。

## 行政
特拉沃的邮政编码为70360，INSEE市镇编码为70504。

## 政治
特拉沃所属的省级选区为索恩河畔塞和圣阿尔班县。

## 人口

1962-2008年间人口变化图示

特拉沃于2022年1月1日时的人口数量为349人。